# Montgomery (Indiana)
Montgomery es un pueblo ubicado en el condado de Daviess en el estado estadounidense de Indiana. En el Censo de 2010 tenía una población de 343 habitantes y una densidad poblacional de 544,99 personas por km².

## Geografía
Montgomery se encuentra ubicado en las coordenadas 38°39′55″N 87°2′49″O / 38.66528, -87.04694. Según la Oficina del Censo de los Estados Unidos, Montgomery tiene una superficie total de 0.63 km², de la cual 0.62 km² corresponden a tierra firme y (0.82%) 0.01 km² es agua.

## Demografía
Según el censo de 2010, había 343 personas residiendo en Montgomery. La densidad de población era de 544,99 hab./km². De los 343 habitantes, Montgomery estaba compuesto por el 99.42% blancos, el 0% eran afroamericanos, el 0% eran amerindios, el 0% eran asiáticos, el 0% eran isleños del Pacífico, el 0% eran de otras razas y el 0.58% pertenecían a dos o más razas. Del total de la población el 0.58% eran hispanos o latinos de cualquier raza.